# 田名部宗司
田名部 宗司（たなべ そうじ、1977年 - ）は、日本の小説家、ライトノベル作家。奈良県大和郡山市在住。

## 経歴・人物
受験浪人を経て大学へ進学。立命館大学文学部史学科西洋史学専攻卒業。しかし在学中には社会学に傾倒したという。
2009年の第16回電撃小説大賞に『幕末魔法士 -Mage Revolution-』を応募し、「大賞」を受賞。同作にて電撃文庫（アスキー・メディアワークス）よりデビュー。以後、同社レーベルにて活動している。デビュー作には時雨沢恵一が推薦文を寄せた。

## 作品リスト
- 幕末魔法士 -Mage Revolution-

電撃文庫。2010年2月- （既刊3巻、以下続刊）
- シャロン　死者は神を語らない

メディアワークス文庫。2012年3月- （既刊2巻、以下続刊）